# دانيلو (لاعب كرة قدم مواليد 1979)

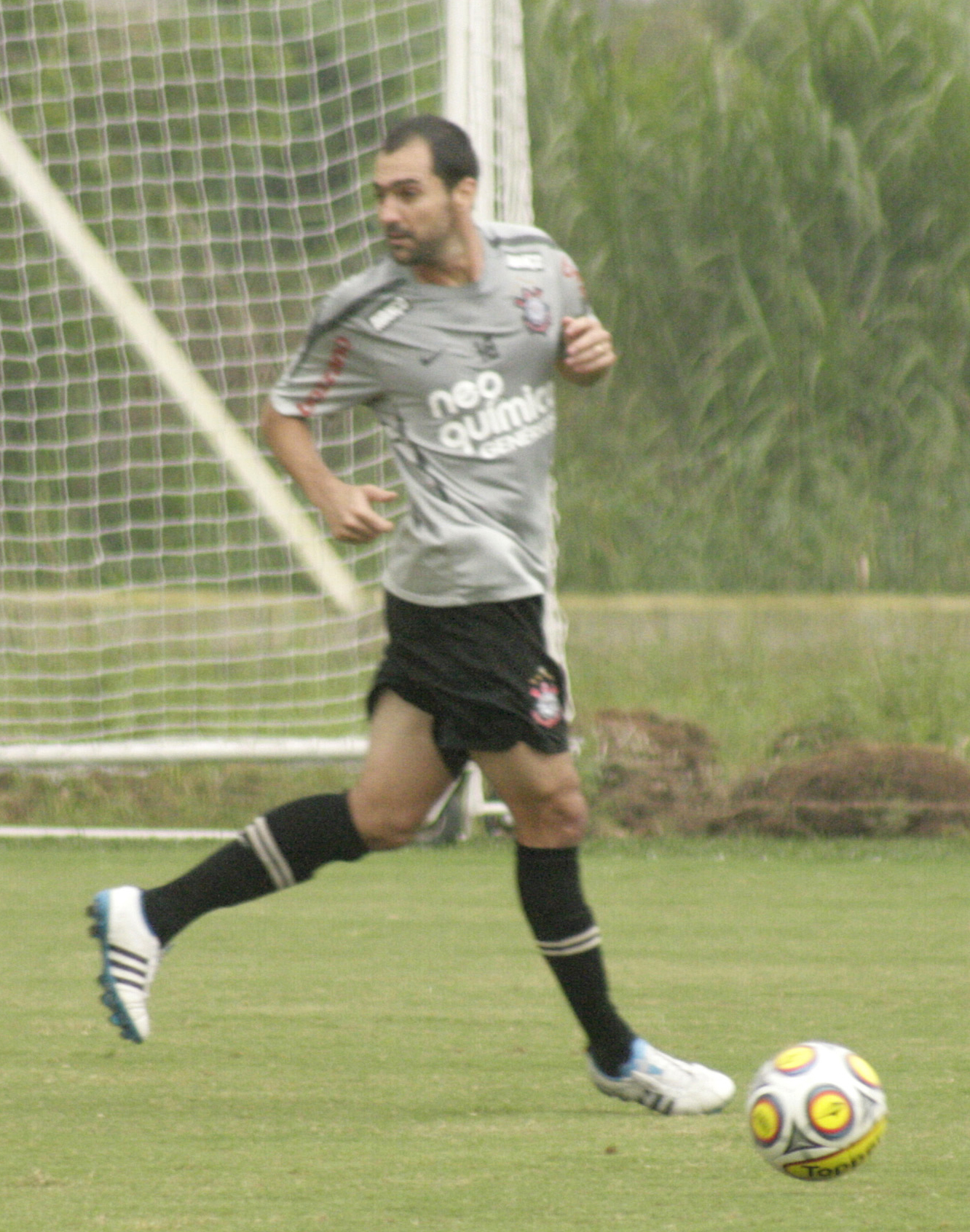

دانيلو غابرييل دي أنداردي (بالبرتغالية: Danilo Gabriel de Andrade) ، من مواليد 11 يونيو 1979 في ساو غوتاردو في البرازيل ، لاعب كرة قدم برازيلي.
يلعب مع نادي كاشيما إنتلرز.

## روابط خارجية
- هذه المقالة غير مرتبط بويكي بيانات